# Gann (Ohio)
Gann è un villaggio degli Stati Uniti d'America, situato nello stato dell'Ohio, nella contea di Knox.